# Ravanusa
Ravanusa este o comună de 11.386 de locuitori în provincia Agrigento, regiunea Sicilia, Italia.

## Demografia

Poziția în Provincia Agrigento

Ravanusa - evoluția demografică

|  | Graficele sunt indisponibile din cauza unor probleme tehnice. Mai multe informații se găsesc la Phabricator și la wiki-ul MediaWiki. |

Date: Recensăminte sau birourile de statistică - grafică realizată de Wikipedia